# Франсиску-Морату
Франсиску-Морату (порт. Francisco Morato)  —  муниципалитет в Бразилии, входит в штат Сан-Паулу. Составная часть мезорегиона Агломерация Сан-Паулу. Находится в составе крупной городской агломерации Агломерация Сан-Паулу. Входит в экономико-статистический  микрорегион Франку-да-Роша. Население составляет 170 585 человек на 2006 год. Занимает площадь 49,164 км². Плотность населения — 3.469,7 чел./км².
Праздник города —  21 марта.

## История
Город основан в 1965 году.

## Статистика
- Валовой внутренний продукт на 2003 составляет 375.256.126,00 реалов (данные: Бразильский институт географии и статистики).
- Валовой внутренний продукт на душу населения на 2003 составляет 2.441,69 реалов (данные: Бразильский институт географии и статистики).
- Индекс развития человеческого потенциала на 2000 составляет 0,738  (данные: Программа развития ООН).

## География
Климат местности: субтропический.